# Lago Saint Mary
El Lago Saint Mary (Santa María) es el segundo lago más grande del Parque nacional de los Glaciares, Montana, Estados Unidos. Se encuentra en la zona oriental del parque. La autopista Going-to-the-Sun discurre paralela a la ribera norte del lago. Se encuentra a una altitud de 1367 metros sobre el nivel del mar. Las aguas de este lago son más frías y se encuentran 455 metros por encima de las del Lago McDonald. La superficie del lago asciende a 15.8 km². 
Posee 11.3 km de longitud y más de 100 metros de profundidad. La temperatura del agua raramente asciende de los 10 °C y en él habitan varias especies de truchas. Durante el invierno, la superficie del lago se suele congelar, quedando una capa de hielo de un metro de grosor. 
Aquí es en donde se grabó la escena inicial de la película El Resplandor del legendario director de cine Stanley Kubrick. 
- Datos: Q778037
- Multimedia: St. Mary Lake / Q778037